# تریستان دیوی‌یر کل
تریستان دیوی‌یر کل (انگلیسی: Tristan DeVere Cole) یک کارگردان اهل انگلستان است.
گفته می‌شود او فرزندِ نامشروعِ طراح و نقاش ولزی آگوستوس جان است.
از فیلم‌ها یا مجموعه‌های تلویزیونی که وی در آن‌ها نقش داشته است می‌توان به کمربند شکارچی، ارتش سری و دکتر هو اشاره نمود.